# Court Traité
Le Court Traité de Dieu, de l'homme et de la béatitude, en latin Tractatus de Deo et homine ejusque felicitate, communément dénommé le Court Traité, est un ouvrage du philosophe néerlandais Baruch Spinoza écrit en latin vers 1660. En 1851, le philologue allemand Eduard Boehmer, dans un exemplaire de Vie de Spinoza de Lucas Colerus, découvre entre autres une note manuscrite attestant de son existence et son sommaire, qu'il publie. Peu de temps après, le libraire d'Amsterdam Frederik Muller découvre une première version complète du manuscrit, et le poète A. Bogaers en trouve un second en 1861. Les deux manuscrits ne sont pas des textes originaux mais des traductions en hollandais,.
En français, le Court Traité a été publié pour la première fois dans une traduction de Paul Janet en 1878.